# Innocents
Innocents je jedenácté studiové album amerického hudebníka Mobyho. První singl z alba nazvaný „A Case for Shame“ byl vydán 1. července 2013. Album samotné vydalo dne 1. října téhož roku hudební vydavatelství Mute Records. Společně s Mobym se na jeho produkci podílel Spike Stent. Na albu se podíleli například Wayne Coyne, Skylar Greyová a Mark Lanegan.

## Seznam skladeb
| Pořadí | Název                 | Délka |
| ------ | --------------------- | ----- |
| 1.     | Everything That Rises | 4:38  |
| 2.     | A Case for Shame      | 6:05  |
| 3.     | Almost Home           | 6:00  |
| 4.     | Going Wrong           | 3:44  |
| 5.     | The Perfect Life      | 6:03  |
| 6.     | The Last Day          | 4:41  |
| 7.     | Don't Love Me         | 4:20  |
| 8.     | A Long Time           | 4:31  |
| 9.     | Saints                | 4:34  |
| 10.    | Tell Me               | 5:33  |
| 11.    | The Lonely Night      | 4:53  |
| 12.    | The Dogs              | 9:25  |